# Frank Pierson
Pour les articles homonymes, voir Pierson.
Frank Pierson est un réalisateur et scénariste américain né à Chappaqua, dans l'État de New York, le 12 mai 1925, et mort à Los Angeles le 22 juillet 2012.

## Filmographie partielle

### Comme réalisateur
- 1970 : Le Miroir aux espions (The Looking Glass War)
- 1976 : Une étoile est née (A Star Is Born)
- 1978 : Le Roi des gitans (King of the Gypsies)
- 1992 : Citizen Cohn, le persécuteur (Citizen Cohn)
- 2001 : Conspiration
- 2004 : Paradise (TV)

### Comme scénariste
- 1965 : Cat Ballou d'Elliot Silverstein
- 1967 : Les Détraqués (The Happening) d'Elliot Silverstein
- 1967 : Luke la main froide (Cool Hand Luke) de Stuart Rosenberg
- 1971 : Le Dossier Anderson (The Anderson Tapes) de Sidney Lumet
- 1975 : Un après-midi de chien (Dog Day Afternoon) de Sidney Lumet
- 1978 : Le Roi des gitans (King of the Gypsies)
- 1989 : Un héros comme tant d'autres (In Country) de Norman Jewison
- 1990 : Présumé innocent (Presumed Innocent) d'Alan J. Pakula